# Холуй-База
Холуй-База — село в Ононском районе Забайкальского края России. Административный центр сельского поселения «Холуй-Базинское».

## География
Село находится в восточной части района, к востоку от реки Борзи, на расстоянии примерно 44 километров (по прямой) к востоку-юго-востоку (ESE) от села Нижний Цасучей.
Климат
Климат характеризуется как резко континентальный, с продолжительной морозной зимой и коротким тёплым летом. Среднегодовая температура воздуха составляет −1,8 — −1,4 °С. Средняя многолетняя температура самого холодного месяца (января) составляет −26 — −24 °С (абсолютный минимум — −52 °С), температура самого тёплого (июля) — 18 — 20 °С (абсолютный максимум — 40 °С). Среднегодовое количество осадков — 200—400 мм.
Часовой пояс
Село Холуй-База находится в часовой зоне МСК+6. Смещение применяемого времени относительно UTC составляет +9:00.

## История
Основано в 1932 году. В 1937 году была создана перевалочная база для перегона скота из Монголии.

## Население
| 1989 | 2002 | 2010 | 2021 |
| ---- | ---- | ---- | ---- |
| 822  | ↘479 | ↘333 | ↘225 |

Половой состав
По данным Всероссийской переписи населения 2010 года в гендерной структуре населения мужчины составляли 49,8 %, женщины — соответственно 50,2 %.
Национальный состав
Согласно результатам переписи 2002 года, в национальной структуре населения русские составляли 72 % из 479 чел.

## Инфраструктура
В селе функционируют основная общеобразовательная школа и фельдшерско-акушерский пункт.